# Бицентрическая система координат
Бицентрические координаты — система координат на плоскости, в которой положение точки задаётся расстояниями от двух фиксированных центров (полюсов).
Бицентрические координаты не следует путать с биполярными и с биангулярными координатами, хотя в некоторых источниках термин «биполярные координаты» используется для барицентрических или биангулярных координат.
Канонические формулы для перевода координат (здесь подразумевается, что полюса имеют координаты {\displaystyle (\pm c;0)}):
{\displaystyle {\begin{cases}x={\frac {r_{1}^{2}-r_{2}^{2}}{4c}}\\y=\pm {\frac {1}{4c}}{\sqrt {16c^{2}r_{1}^{2}-(r_{1}^{2}-r_{2}^{2}+4c^{2})^{2}}}\end{cases}}}
Следующие формулы переводят бицентрические координаты в полярные координаты:
{\displaystyle {\begin{cases}r={\sqrt {\frac {r_{1}^{2}+r_{2}^{2}-2c^{2}}{2}}}\\\theta =\mathrm {arctg} \left[{\sqrt {{\frac {8c^{2}(r_{1}^{2}+r_{2}^{2}-2c^{2})}{r_{1}^{2}-r_{2}^{2}}}-1}}\right]\end{cases}}}
где {\displaystyle 2c} — расстояние между полюсами.

В общем случае, если полюса имеют произвольные координаты, формулы перевода преобразуются в:
{\displaystyle \left\{{\begin{matrix}x=\pm {\frac {r^{2}+r_{1}^{2}-r_{2}^{2}}{2r}}\cos \alpha \pm {\frac {\sqrt {(r_{1}+r_{2}+r)(r_{1}-r_{2}-r)(r_{2}-r_{1}-r)(r_{1}+r_{2}-r)}}{2r}}\sin \alpha +x_{1}\\y=\pm {\frac {r^{2}+r_{1}^{2}-r_{2}^{2}}{2r}}\sin \alpha \mp {\frac {\sqrt {(r_{1}+r_{2}+r)(r_{1}-r_{2}-r)(r_{2}-r_{1}-r)(r_{1}+r_{2}-r)}}{2r}}\cos \alpha +y_{1}\end{matrix}}\right.}.
Где {\displaystyle r} — расстояние между полюсами,
{\displaystyle r_{1}} — расстояние до первого полюса,
{\displaystyle r_{2}} — расстояние до второго полюса,
{\displaystyle (x_{1};y_{1})} — координаты первого полюса,
{\displaystyle (x_{2};y_{2})} — координаты второго полюса,
{\displaystyle \alpha =\operatorname {arctg} {\frac {y_{2}-y_{1}}{x_{2}-x_{1}}}} — угол наклона прямой, проходящей через координаты {\displaystyle (x_{1},y_{1});(x_{2},y_{2})}, относительно оси абсцисс.
Получаемые по данным формулам четыре пары координат следует проверять на выполнение условия:
{\displaystyle {\sqrt {(x-x_{1})^{2}+(y-y_{1})^{2}}}=r_{1}}
и
{\displaystyle {\sqrt {(x-x_{2})^{2}+(y-y_{2})^{2}}}=r_{2}}
Только две пары координат из четырёх будут удовлетворять этим условиям.